# Aiptasiomorpha minima
Aiptasiomorpha minima is een zeeanemonensoort uit de familie Diadumenidae.
Aiptasiomorpha minima is voor het eerst wetenschappelijk beschreven door Stephenson in 1918.